# Alexandria (carte)
Alexandria este un roman popular, scris în Egiptul elenistic (cca. secolul al III-lea î.Hr.) și atribuit în mod fals istoricului Calistene⁠(en)[traduceți], de aceea denumit uneori „Pseudo-Calistene”, și care evocă, apelând adesea la elemente miraculoase, fantastice, războaiele lui Alexandru Macedon. Răspândit în toată Europa, romanul a pătruns în literatura română printr-o traducere în slavona sîrbo-croată. Această versiune stă la baza primei prelucrări românești cunoscute (Alixăndria), datînd din a doua jumătate a secolului al XVI-lea și păstrată în cópii manuscrise, în toate provinciile românești. Elemente din Alexandria au intrat în folclor (colinde, orații etc.) și în onomastica populară.

## Vezi și
- Alexandru Macedon